# Bridei I

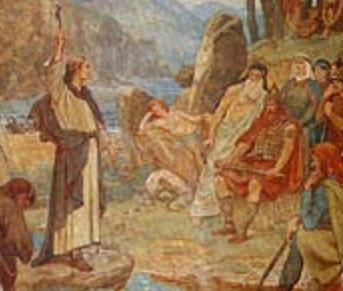
William Holes påhittade beskrivning från 1800-talet som avbildar sankt Columbas «konvertering» av den piktiske kungen Bridei

Bridei, son av Maelchon (Bridei mac Maelchu) var pikternas kung fram till sin död, troligtvis 584–586.
Bridei nämns för första gången i iriska annaler för åren 558-560 då Ulster-annalerna slår fast att vandringen för Máelchús son. Författaren av Ulster-annalerna nämner inte vem som flydde, men i den senare Tigernach-annalerna refereras till «flukten for skottene for Bruide, sønn av Máelchú» år 558. Detta har lett till betydande spekulation vid några tillfällen. I en version kan Ulster-annalene associera detta till Gabrán mac Domangairts dödsfall.
Som en samtidig och som en av hövdingakungarna i Skottland uppträder Bridei i Adomnáns helgonbiografi över sankt Columba av Iona. Adomnáns redogörelse för Bridei är problematisk eftersom den inte berättar om Bridei redan var en kristen, och inte om Columba försökte konvertera honom. Nyare arkeologiska upptäckter vid Portmahomack visar att det var ett klostersamhälle kanske så tidigt som på slutet av 500-tallet, vilket kan ge stöd för tolkningen att Bridei antingen redan var en kristen, åtminstone till namnet, eller blev konverterad av Columba.
Huvudkvarteret för Brideis kungadöme, som kan ha varit motsvarande det senare Fortriu, är inte känt. Adomnán berättar att efter att ha lämnat det kungliga hovet, underförstått kort tid därefter, kom Columba till floden Ness, och att hovet var på toppen av ett brant berg. Därför antas det att Brideis huvudkvarter var Craig Phadrig  väster om dagens Inverness, med utsikt över havsbukten Beauly Firth.